# 34 Persei
34 Persei, som är stjärnans Flamsteed-beteckning, är en dubbelstjärna belägen i den norra delen av stjärnbilden, Perseus. Den har en kombinerad skenbar magnitud på ca 4,67 och är svagt synlig för blotta ögat där ljusföroreningar ej förekommer. Baserat på parallaxmätning inom Hipparcosuppdraget på ca 6,1 mas, beräknas den befinna sig på ett avstånd på ca 540 ljusår (ca 165 parsek) från solen. Den rör sig närmare solen med en heliocentrisk radialhastighet av ca –3,5 km/s. Stjärnan ingår i Alfa Persei-hopen.

## Egenskaper
Primärstjärnan 34 Persei A är en blå till vit stjärna i huvudserien av spektralklass B3 V. Den har en massa som är ca 7 solmassor, en radie som är ca 3 solradier och utsänder ca 671 gånger mera energi än solen från dess fotosfär vid en effektiv temperatur på ca 16 400 K.
Följeslagaren 34 Persei B är separerad med 0,6 bågsekunder och är av magnitud 7,34.